# 扎帕京齊 (克拉西利夫區)
49°35′56″N 27°3′48″E / 49.59889°N 27.06333°E
扎帕丁齊（烏克蘭語：Западинці）是位於烏克蘭西部的村莊，由赫梅利尼茨基州裡赫梅利尼茨基區的克拉西利夫市鎮負責管轄。該村始建於1517年，面積6.48平方公里，海拔高度343米，2001年人口998，人口密度每平方公里154.1人。